# Sandra Watt
Sandra Watt (* 8. August 1973) ist eine schottische Badmintonspielerin. 

## Karriere
Sandra Watt gewann 1997 die Spanish International und die Slovenian International. 1998 wurde sie Dritte bei den Commonwealth Games. Im gleichen Jahr siegte sie erstmals bei den nationalen Titelkämpfen. 1999 war sie wie im Vorjahr bei den Austrian International erfolgreich. 2001 gewann sie die Scottish Open.

## Sportliche Erfolge
| Saison | Veranstaltung                       | Disziplin   | Platz | Name                            |
| ------ | ----------------------------------- | ----------- | ----- | ------------------------------- |
| 1991   | Schottland: Juniorenmeisterschaften | Damendoppel | 1     | Sandra Watt / Hilary Watt       |
| 1997   | Spanish International               | Damendoppel | 1     | Elinor Middlemiss / Sandra Watt |
| 1997   | Slovenian International             | Damendoppel | 1     | Elinor Middlemis / Sandra Watt  |
| 1998   | Commonwealth Games                  | Damendoppel | 3     | Elinor Middlemiss / Sandra Watt |
| 1998   | Austrian International              | Damendoppel | 1     | Elinor Middlemiss / Sandra Watt |
| 1998   | Schottland: Einzelmeisterschaften   | Damendoppel | 1     | Kirsteen McEwan / Sandra Watt   |
| 1999   | Austrian International              | Damendoppel | 1     | Kirsteen McEwan / Sandra Watt   |
| 1999   | Schottland: Einzelmeisterschaften   | Damendoppel | 1     | Kirsteen McEwan / Sandra Watt   |
| 2000   | Schottland: Einzelmeisterschaften   | Damendoppel | 1     | Kirsteen McEwan / Sandra Watt   |
| 2001   | Weltmeisterschaft                   | Damendoppel | 33    | Gao Yuan / Sandra Watt          |
| 2001   | Scottish Open                       | Damendoppel | 1     | Sandra Watt / Yuan Wemyss       |
| 2001   | Schottland: Einzelmeisterschaften   | Damendoppel | 1     | Rita Pickering / Sandra Watt    |
| 2001   | Dutch International                 | Damendoppel | 2     | Yuan Wemyss / Sandra Watt       |
| 2002   | Schottland: Einzelmeisterschaften   | Damendoppel | 1     | Sandra Watt / Yuan Wemyss       |
| 2005   | Schottland: Einzelmeisterschaften   | Damendoppel | 1     | Sandra Watt / Yuan Wemyss       |